# نيت فوكس
نيت فوكس (بالإنجليزية: Nate Fox)‏ مواليد 14 أبريل 1977 في بلاينفيلد - الوفاة 22 ديسمبر 2014، كان لاعب كرة سلة أمريكي. بدأ مسيرته الاحترافية في سنة 2000. بلغ طوله 6 قدم 9 بوصة (2.1 م). اعتزل اللعب في 2012.

## المسيرة الاحترافية
لعب مع نادي ولبة لكرة السلة في سنة 2001، ثم لعب مع باريرينسي لكرة السلة في موسم 2001–2002، ثم لعب مع باير جاينتز ليفركوزن في موسم 2002–2003، ثم لعب مع رامات هاشارون في موسم 2003–2004، ثم لعب مع باير جاينتز ليفركوزن من سنة 2005 إلى 2008.

## الإنجازات
- 2008-09 كأس إستونيا لكرة السلة
- 2011-12 كأس بلجيكا لكرة السلة

## روابط خارجية
- نيت فوكس على موقع كرة السلة الأوروبية.كوم (الإنجليزية)
- نيت فوكس على موقع كلية كرة السلة في سبورتس رفرنس.كوم (الإنجليزية)
- نيت فوكس على موقع ريلجم (الإنجليزية)
- نيت فوكس على موقع بروبوليرز (الإنجليزية)
- نيت فوكس على موقع سبورتس رفرنس (الإنجليزية)